# Šavnik (kommunhuvudort)
Šavnik (serbiska: Шавник) är en kommunhuvudort i Montenegro. Den ligger i kommunen Opština Šavnik, i den centrala delen av landet. Šavnik ligger 843 meter över havet och antalet invånare är 633.
Terrängen runt Šavnik är huvudsakligen kuperad, men västerut är den bergig. Šavnik ligger nere i en dal. Omgivningarna runt Šavnik är en mosaik av jordbruksmark och naturlig växtlighet.